# فرودگاه کوزوشیما
فرودگاه کوزوشیما (به انگلیسی: Kōzushima Airport) یک فرودگاه همگانی است که یک باند فرود بتن دارد و طول باند آن ۸۰۰ متر است. این فرودگاه در شهر کوزوشیما کشور ژاپن قرار دارد .

## شرکت‌های هواپیمایی و مقصدهای پروازی
| شرکت‌های هواپیمایی      | مقصدهای پروازی |
| ---------------------- | -------------- |
| New Central Airservice | چوفو، توکیو    |